# Великое отступление (1914)
Великое отступление 1914 года — происходившее в начале Первой мировой войны отступление войск Антанты на Западном фронте. Германская армия пыталась, в соответствии с планом Шлиффена, быстро окружить франко-британские войска и вывести Францию из войны, но это сделать не удалось. Французская армия и британский экспедиционный корпус с боями отходили от франко-бельгийской границы, сумели остановить немцев в битве на Марне и отбросить их на север, на реку Эна, где фронт надолго стабилизировался.